# Novotitarovskajacultuur
De Novotitarovskajacultuur was een archeologische cultuur uit de vroege bronstijd (3300-2700 v.Chr. volgens gekalibreerde C14-datering). Het bestond op het grondgebied van de Noordelijke Kaukasus, dicht bij de noordelijke grens van de Majkopcultuur, waarmee het grondgebied gedeeltelijk overlapte. De grenzen van de cultuur vielen grofweg samen met die van de moderne kraj Krasnodar: van de Zee van Azov en de Straat van Kertsj naar het oosten, bijna tot aan de Kaspische Zee.
De cultuur onderscheidde zich door haar graven, in het bijzonder de aanwezigheid van karren daarin, door haar karakteristieke aardewerk, en een rijker aanbod aan metalen artefacten dan naburige culturen, wat kan worden gezien als het resultaat van verbindingen of contacten met de Novosvobodnajacultuur.
Het maakt deel uit van een cultureel complex met de grotere Jamnacultuur. Beide culturen werden gekenmerkt door een semi-nomadische pastorale levensstijl met enkele elementen van een agrarische economie.

## Lebedi-grafheuvel
Gietmallen uit een graf van de Novotitarovskajacultuur uit de Lebedi I-grafheuvelgroep illustreren de aanwezigheid van lokale metaalbewerking. 
De grafheuvel bevindt zich nabij de Lebedi-choetor (district Kalininski, kraj Krasnodar) en werd in 1979 opgegraven. De inventaris omvatte een stenen aambeeld, stenen smederijhamers, een smeltkroes, en eenvoudige en samengestelde mallen voor het gieten van kokerbijlen en platte dissels.